# Frederik Plum
Frederik Plum var en dansk biskop (født 12. oktober 1760 i Korsør, død 18. januar 1834 i Odense). Søn af residerende kapellan, senere sognepræst i Korsør Claus Plum (1721-81) og hustru Anna Elisabeth Rohn (1730-85). Gift 1792 med Maria Sophia Munk. Fra dem nedstammer personerne med navnekombinationen Munk Plum.
Plum blev student fra Odense 1778 og cand.theol. fra Københavns Universitet 1788. 1789 blev han udnævnt til præst ved arresthuset i København. 1790 blev han dr.phil. på en latinsk afhandling om tolkningen af gammeltestamentligt billedsprog og året efter sognepræst i Korsør-Tårnborg. 1792 blev han dr.theol. i Göttingen på en eksegetisk undersøgelse af de græske oversættelser af profeterne Habakkuk og Obadias' skrifter. 1794 blev han provst for Slagelse Herred. 
Frederik Plum udførte et stort arbejde med at reformere fattig- og skolevæsenet i Korsør og siden i hele herredet. 1796 fik han et større arbejdsområde som sognepræst ved Skt. Mikkels kirke i Slagelse, hvorefter han bl.a. oprettede en offentlig læse- og arbejdsskole i Slagelse.
1803 blev han stiftsprovst og sognepræst ved Vor Frue Kirke i København og gennemførte herefter bl.a. en større forbedring af hovedstadens almueskolevæsen. 1809 blev han meddirektør for det nyoprettede pastoralseminarium. 
1811 udnævntes han til biskop i Odense, hvor han straks tog fat på at reformere skolevæsenets ordning. 1813 oprettede han Fyns Stiftsbibliothek, og i 1815 stiftede han det fynske litterære Selskab.
Frederik Plum var en særdeles engageret og anset gejstlig, som udrettede mange ting, der lå udover hans egentlige arbejdsfelt, specielt på det sociale og undervisningsmæssige område. 
Han er bl.a. forfatter til læsebogen Anders Kiærbye af Vissenberg Sogn. En læsebog især for Fynboer (1821). Dens formål var at lære den fynske ungdom at læse, men også at give den kendskab og kærlighed til hjemstavnen og at højne dens moral. 